# Teoría autógena
La teoría autógena postula que en el proceso del origen de la célula eucariota, los orgánulos rodeados por membrana pudieron surgir a partir de invaginaciones de la membrana plasmática que tomaron funciones independientes. De acuerdo con esta teoría la membrana nuclear, el retículo endoplásmico, el aparato de Golgi y los orgánulos rodeados por membranas sencillas (como los lisosomas) evolucionaron de este modo. Estos orgánulos se conocen a veces como el sistema de endomembranas.

## Evidencias
Una de las principales evidencias que apoyan esta teoría es la existencia de bacterias que contienen estructuras intracelulares rodeadas por membranas que pueden considerarse primitivos orgánulos. Ejemplos son los tilacoides de las cianobacterias, los compartimentos que contienen amonio monooxigenasa en Nitrosomonadaceae y diversas estructuras en Planctomycetes, incluyendo una membrana que rodea su nucleoide.
Sin embargo, los mesosomas, que antiguamente se pensaba que eran invaginaciones de la membrana plasmática, actualmente se consideran artefactos como consecuencia de las técnicas de fijación utilizadas en la preparación de muestras en microscopía electrónica.

## Problemas
La teoría autógena no explica el origen de otros orgánulos eucarióticos como mitocondrias y cloroplastos. Sí lo hace la teoría endosimbiótica.